# Tajný agent Bashir
Tajný agent Bashir (v anglickém originále Our Man Bashir) je v pořadí desátá epizoda čtvrté sezóny seriálu Star Trek: Stanice Deep Space Nine.

## Příběh
Doktor Bashir je v Quarkově simulátoru a užívá si program, ve kterém si hraje na Jamese Bonda. Příjemné chvilky mu naruší Garak, který je jako obvykle velmi neodbytný a nedá se ze simulace vyhodit. Bashir se tak zhostí role uvaděče a vysvětlí mu všechny detaily programu. Mezitím se ke stanici Deep Space Nine blíží runabout Orinoko se Siskem, Dax, O'Brienem, Kirou a Worfem na palubě. Při přistávání dojde k nárůstu energie ve warp jádru, a protože loď nereaguje na příkazy, hrozí exploze jádra. Nadporučík Eddington, který v té době stanici velí, se pokusí posádku transportovat, jenže Orinoko exploduje a všichni důstojníci jsou ztraceni.
Vzorce posádky jsou sice ve vyrovnávací paměti, ale pokud tam zůstanou, začnou rychle degradovat. Odo s Eddingtonem vyřadí bezpečnostní protokoly, vymažou veškerou paměť stanice a nahrají do ní vzorce. Vzápětí se stanice ponoří do tmy, takže není možné zjistit, kam a jestli vůbec celý proces fungoval. V simulátoru by se podle scénáře měla na scéně objevit plukovník Anastasia Komananová z KGB, kterou ovšem k překvapení Bashira i Garaka ztvárňuje Kira. Žádost počítači o navrácení původní podoby je neúspěšná, stejně jako o přerušení simulace. Bashir se spojí s velínem: Eddington je překvapen, že simulátor stále funguje a zakáže mu ho vypnout. Ztracené vzorce se nacházejí právě tam a pokud by byl program ukončen, mohli by o ně přijít. Bashirovi a Garakovi nezbývá nic jiného, než pokračovat ve svých rolích. V programu svět postihla řada umělých zemětřesení a nedávno zmizela profesorka Bareová, kterou představuje Jadzia Dax. Bashir se domnívá, že pokud nic neudělají, Bareová bude zabita a s ní počítač vymaže i vzorec Dax. Nato vtrhne do místnosti padouch Jestřáb (O'Brien) se dvěma kumpány a všechny zajme. Bashir a Ana (Kira) vyvolají potyčku, při které trojici zneškodní. Kira chce Jestřába zabít a Garak s ní souhlasí, protože podle něj už nejde o hru, navíc jsou vypnuté bezpečnostní protokoly. Bashir odmítne. Další stopy vedou do Paříže k doktorovi Noahovi.
K atentátu na runabout se přihlásí cardassijská separatistická organizace Pravá cesta. Odo a Eddington zkoumají Quarkův simulátor. Fyzické vzorce skutečně najdou, jenže mozkové vzorce jsou složitější a zabírají celou paměť stanice. Rom navrhne, aby se oba spojily a rematerializovaly pomocí transportéru Defiantu. V Paříži se trojice Bashir, Garak a Ana setkají s Duchampsem (Worfem), Noahovým spolupracovníkem. Duchamps požaduje za zprostředkování schůzky 5 milionů franků, které Bashir sice vyhraje v baccaratu, ale následně jsou všichni tři omráčeni. V tajném horském sídle v Himálaji se tak Bashir poprvé osobně setkává s padouchem Hippocratem Noahem (Sisko). Jeho plánem je vytvoření nové civilizace. Pomocí laserů umístěných různě po světě vyvolá zemětřesení, které roztrhá zemskou kůru a povrch pak zaplaví tekutá láva. Kontinenty poklesnou a voda zaplaví svět, samozřejmě s výjimkou Noahova ostrova. S tímto úkolem mu pomáhá i profesorka Bareová a Jestřáb.
Noah odhalí Bashira jako agenta a přiváže ho spolu s Garakem k jednomu z laserů. Bashir využije doktorky Bareové a unikne z pout. Cardassian znovu přemlouvá doktora, aby simulaci ukončil, protože situace zašla příliš daleko, ale ten opět odmítne. Nakonec ho musí postřelit, aby Garak viděl, že to myslí vážně. Oba přepadnou Noaha a zajmou ho, ale příchod Duchampse situace otočí. Eddington však potřebuje ještě dvě minuty na dokončení práce. Bashir tak musí získat čas: řekne Noahovi, že má pravdu a zkáza světa je jediným možným řešením. Noah nevěří, takže Bashir zopakuje Garakovu řeč o tom, že když není možnost vyhrát, je lepší se vzdát. A vzápětí sám spustí lasery a zničí svět. Noah přesto chce Bashira zabít, ale v tu chvíli je proces přesunu dat na stanici hotov a celá původní posádka Orinoka se objeví na Defiantu.